# پاتریک فابیان
پاتریک فابیان (انگلیسی: Patrick Fabian؛ زادهٔ ۷ دسامبر ۱۹۶۴) یک هنرپیشه اهل ایالات متحده آمریکا است. وی از سال ۱۹۹۲ میلادی تاکنون مشغول فعالیت بوده است. فابیان متولد پنسیلوانیا بوده و مدرک کارشناسی خود را در رشته هنرهای زیبای اجرایی از دانشگاه ایالتی پنسیلوانیا و کارشناسی ارشد خود را از دانشگاه ایالتی کالیفرنیا، لانگ بیچ دریافت کرده است.